# Ronald Bass
Ronald Jay Bass (Los Angeles, 26 de março de 1942) é um roteirista norte-americano.
Também conhecido como Ron Bass, é formado em Direito pela Harvard Law School mas tornou-se roteirista e produtor cinematográfico de grande parte de suas obras.
Foi premiado em 1989 com Oscar de melhor roteiro original junto com Barry Morrow por Rain Man. 

## Filmografia selecionada
- 2009 - Amelia
- 2000 - Passion of Mind
- 1999 - Snow Falling on Cedars
- 1999 - Entrapment
- 1998 - Lado a Lado
- 1998 - What Dreams May Come
- 1997 - O Casamento do Meu Melhor Amigo
- 1995 - Falando de amor
- 1995 - Mentes Perigosas
- 1994 - Quando um homem ama uma mulher
- 1991 - Dormindo com o Inimigo
- 1988 - Rain Man
- 1987 - Jardins de Pedra